# Wormaldia fletcheri
Wormaldia fletcheri är en nattsländeart som beskrevs av Douglas E. Kimmins 1959. Wormaldia fletcheri ingår i släktet Wormaldia och familjen stengömmenattsländor. Inga underarter finns listade i Catalogue of Life.